# Túpac Amaru

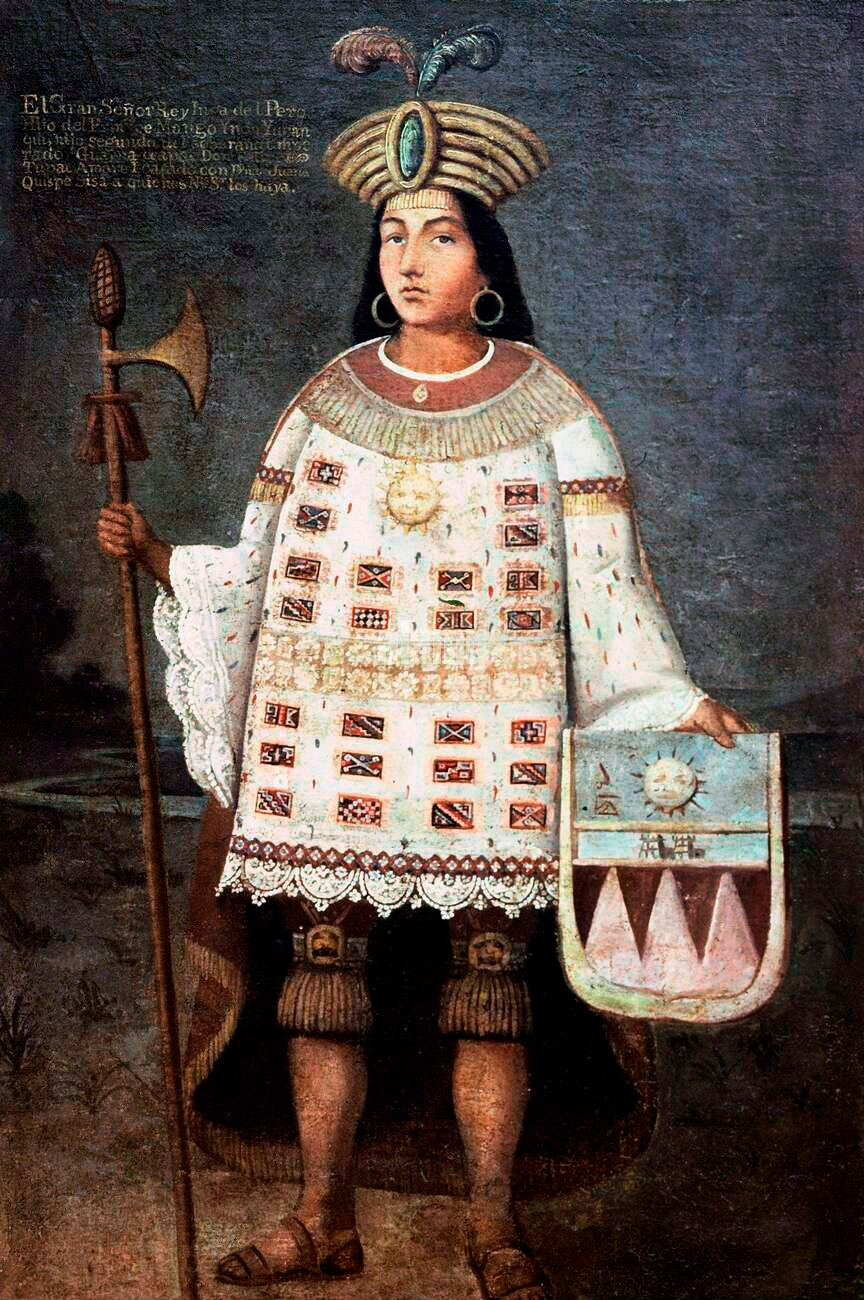

Tupac Amaru luat prizonier

Túpac Amaru (n. 1545 — d. 24 septembrie 1572) a fost considerat „ultimul Rege Inca” și a condus o răscoală împotriva spaniolilor în secolul al XVI-lea.
El a fost prins și executat la Lima, capitala coloniei spaniole a Perului. De la Francisco Pizzaro, până în acel moment, spaniolii au fost conștienți de existența unei „Capitale Clandestine” amplasată undeva în junglă, dar toate expedițiile întreprinse de conchistadori s-au soldat cu eșecuri. De fapt, de la Machu Pichu, socotit ca o capitală a rezistenței antispaniole, porneau toate răscoalele contra dominatorilor.